# 가타오카 시치로
가타오카 시치로(일본어: 片岡七郎, 1854년 1월 12일-1920년 1월 11일)는 일본 제국 해군의 군인으로 최종 계급은 제독이다. 남작의 작위를 받았으며, 위계는 정2위이다.

## 생애
사쓰마번사 가타오카 기토타의 둘째 아들로 태어났다. 소년기 때 사쓰에이 전쟁과 보신 전쟁이 일어났으며, 세이난 전쟁도 해군병학교 학생 시절에 발발했다. 당시 병학교 기숙사 제도가 정착되지 않았고 과정을 수료한 순으로 졸업을 시켰다. 히다카 소노조 대장과 동시에 입실했지만, 히다카는 그대로 병학교 기숙사에서 수업을 마치고 제2기로 졸업하였고, 반면 가타오카는 후시미노미야 형제(나루카타 왕→ 후시미노미야 히로야스 원수와 기쿠마로 왕→ 야마시나노미야 기쿠마로 대령)의 독일 유학 수행원으로 1년 반을 파견되었기 때문에 히다카보다 1기 늦은 제3기 졸업생으로 취급되고 있다. 제3기 졸업생 16명 중에는 대장으로 승진한 것은 가타오카 뿐이었지만, 중장 2명, 소장 3명을 배출했다. 그 중 한 명인 우치다 마사토시 중장의 조카가 가타오카의 아내가 된다.
이후 후시미노미야 형제의 수행원으로 독일에 유학 중에 유럽 열강의 군사 정세를 조사하고, 같이 공부하던 열강 군인들과 교류를 통해 어학 실력을 현장에서 닦았다. 독일어뿐만 아니라 프랑스어, 영어도 습득하여 군사 학교 초기의 장관들 중에서도 뛰어난 실력을 갖추게 되었다. 귀국 후에는 병학교 기숙사에서 다시 사관학교에서의 수련을 재개했고, 1881년 11월에 졸업(3기)을 하고, 다음 달에 대위로 승진했다. 군사 학교 복귀 이후 철갑함 후소(扶桑)의 승무원으로 현장을 닦았고 1884년에 정든 ‘후소’에서 최초의 직책인 포술장에 임명되었다. 그 이듬해에 ‘코르벳함 아마기’(天城), ‘순양함 지쿠시’(筑紫)의 부장을 역임했다.
1886년 2월부터 2년간 소령 시절 군사 학교 강사로 후진 양성에 나섰다. 전문 분야는 포술 교육이었지만, 기율 주임이나 교무 부총리 등 생활지도, 교육지도의 총괄 보좌를 맡기도 했다. 당시 군사 학교는 중고 현역 군함의 일부를 실습선으로 빌려 사용하고 있었으며, 가타오카는 후반 1년간 포술 강사와 동시에 포술 실습선 ‘코르벳함 덴류’(天龍)의 함장을 겸임하고 있었다.
군사 학교 강사를 그만두고, 개청한지 얼마되지 않은 사세보 진수부에 참모로 반년을 지낸 후 다시 후시미노미야 히로야스 왕과 기쿠마로 왕의 독일에 유학에 또 다시 수행원으로 선정되었다. 이번에는 독일공사관 부칙 무관의 직함으로 여러 나라를 계속 조사했다. 당시 중령의 계급이 없었기 때문에 독일 무관 임기에 대령으로 진급했다. 이번 유학은 히로야스 왕이 독일군 학교에 입학하고 기쿠마로 왕과는 다른 조치를 취했기 때문에 가타오카는 기쿠마로 왕과 동행했다. 히로야스 왕이 대학교에 진학하고 기쿠마로 왕이 귀국하자 교대로 구미 순방중인 히가시후시미노미야 요리히토 친왕이 독일을 방문해 가타오카가 요리히토 친왕을 안내했다. 그러나 1894년 7월 15일, 풍도 해전이 발생하면서 청일 전쟁이 시작되었기 때문에 다음날 가타오카에게 귀국 명령이 내려져 요리히토 친왕의 호위를 겸해 급거 귀국했다.
귀국 직후부터 군령부 직원에 소집되어 전략과 보급에 관여했다. 가타오카가 생애 처음 전장에 나선 것은 웨이하이웨이에 직접 공격에 착수하기 시작했던 1894년 12월로, ‘곤고’ 함장으로 웨이하이웨이에 포격 지원을 거듭했다. 웨이하이웨이로 피신해 있던 북양 함대 수군사령부가 항복하고 육전에서의 점령 목표를 달성했다. 1895년 2월에 방호순양함 나니와(浪速) 함장으로 이동하여 타이완 점령에 다녀왔다.